# Psammotettix prolongatus
Psammotettix prolongatus är en insektsart som beskrevs av Dlabola 1979. Psammotettix prolongatus ingår i släktet Psammotettix och familjen dvärgstritar. Inga underarter finns listade i Catalogue of Life.